# Gildas Le Lidec
Gildas Le Lidec, né le 14 avril 1947 à Bangui, est un diplomate et ambassadeur français.

## Biographie
Gildas Le Lidec est titulaire d'une licence en droit. Il est diplômé de l'Institut d'études politiques de Paris et de l’École nationale des langues orientales vivantes (japonais, coréen). Il a occupé des fonctions de consul général et ambassadeur, achevant sa carrière avec le grade de ministre plénipotentiaire hors classe.

## Carrière
(février 2016).
- 1973-1974 : Attaché d'ambassade à Tokyo
- 1974-1975 : Troisième Secrétaire au même poste
- 1975-1977 : Deuxième Secrétaire au même poste
- 1977-1980 : Premier Secrétaire à Manille
- 1980-1983 : Deuxième Conseiller à Hanoï
- 1983-1985 : À l'administration centrale (Relations culturelles, scientifiques et techniques)
- 1985-1988 : Conseiller culturel à Tokyo
- 1988-1991 : Consul général à Bombay
- 1991-1994 : À l'administration centrale (Relations culturelles, scientifiques et techniques), Directeur des identités et échanges culturels
- 1994-1998 : Ambassadeur extraordinaire et plénipotentiaire à Phnom-Penh
- 1999-2002 : Ambassadeur extraordinaire et plénipotentiaire à Kinshasa
- 2002 : À l'administration centrale, délégué à l'action humanitaire
- 2002-2005 : Ambassadeur extraordinaire et plénipotentiaire à Abidjan et à Monrovia (en résidence à Abidjan)
- 2005-2007 : Ambassadeur extraordinaire et plénipotentiaire à Tokyo, Président d'honneur de l'association Bretons du Japon. Il succède à Bernard de Montferrand, avant d'être remplacé par Philippe Faure
- 2008 : Ambassadeur extraordinaire et plénipotentiaire à Tananarive (Antananarivo) en février. Il a été rappelé à Paris à la demande du Président Ravalomanana pour des raisons qui sont restées obscures.
- 2009-2012 : Ambassadeur extraordinaire et plénipotentiaire à Bangkok

## Distinctions honorifiques
- Officier de la Légion d'honneur
- Officier de l'ordre national du Mérite

## Ouvrages
- De Phnom Penh à Abidjan, fragments de vie d’un diplomate, L’Harmattan, 2014  (ISBN 978-2-343-03422-5)[1],[2]

## Liens
- Notices d'autorité :   - VIAF
  - ISNI
  - BnF (données)
  - IdRef
  - GND
  - Pays-Bas